# ديريك سيلفا
ديريك سيلفا هو منافس ألعاب قوى برازيلي، ولد في 23 أبريل 1998.

## وصلات خارجية
- ديريك سيلفا على موقع الاتحاد الدولي لألعاب القوى (الإنجليزية)
- ديريك سيلفا على موقع أوليمبيديا (الإنجليزية)